# Orasema assectator
Orasema assectator är en stekelart som beskrevs av Kerrich 1963. Orasema assectator ingår i släktet Orasema och familjen Eucharitidae. Inga underarter finns listade i Catalogue of Life.